# Habrotrocha curvicollis
Habrotrocha curvicollis är en hjuldjursart som beskrevs av Bartoš 1951. Habrotrocha curvicollis ingår i släktet Habrotrocha och familjen Habrotrochidae. Inga underarter finns listade i Catalogue of Life.